# František Gellner
František Gellner, né à Mlada Boleslav, en Bohême, le 19 juin 1881 et porté disparu le 13 septembre 1914, est un poète, écrivain, peintre, caricaturiste et anarchiste tchèque.

## Biographie
František Gellner est né en Bohême dans une famille de confession juive assez pauvre. Son père, vendeur de métier, était socialiste. C'est dans sa chambre au-dessus de la boutique de son père qu'il fit ses premiers pas en écriture, recouvrant les murs de poèmes et de caricatures provocatrices. Il fit ses études au lycée de Mlada Boleslav où il contribua aux journaux étudiants Lípa, Lucerna, et Mládí en y publiant poèmes, traductions et dessins. Il intégra ensuite l'Institut polytechnique de Vienne mais le quitta deux ans plus tard avec un seul examen validé : en dessin.
La vie de bohème de František le mena vers le mouvement anarchiste. Son appartement fut perquisitionné à plusieurs reprises par la police. Il écrivit pour le journal Nový Kult (Le nouveau culte). En 1901 il reprit des études à l'Académie des Mines de Příbram. Il se rendait souvent à Prague pour se joindre à des rassemblements anarchistes où il rencontra Stanislav Kostka Neumann, Karel Toman, Fráňa Šrámek et Marie Majerová. En 1904, il partit pour le service militaire obligatoire, qu'il quitta cependant au bout d'un an. À Munich, il étudia en 1905 la peinture.
Un an plus tard, il était à Paris publiant des caricatures pour les journaux Le Pêle-Mêle, Le Rire, Le Cri de Paris, L'Assiette au beurre et Les Temps nouveaux de Jean Grave.
En 1908, ayant appris que son père était malade, il rentra en Bohême avant de repartir en 1909, cette fois pour Dresde où il s'inscrivit à l'Académie des Arts, puis de nouveau pour Paris. En 1911, il s'installa à Brno, travaillant comme caricaturiste et comme reporter pour Lidové noviny (Le Quotidien du Peuple). Il s'impliqua alors dans la vie politique.
Au début de la Première Guerre mondiale, Gellner est incorporé dans l'armée austro-hongroise et envoyé en Galicie. Le dernier rapport à son sujet mentionne qu'il se reposait sur un chemin entre Zamość et Tomaszów. Porté disparu le 13 septembre 1914, on ne retrouva jamais sa dépouille.

## Œuvre
Les premiers poèmes que František Gellner écrivit sont très ironiques dans un style proche de celui de Heinrich Heine. Le poème Patnáct lahví koňaku (Quinze bouteilles de cognac) qu'il écrivit à l'âge de quinze ans fut publié dans le journal Švanda dudák qu'éditait Ignát Herrmann. En 1901, il publie son premier recueil, Po nás ať přijde potopa!  (Après nous, le déluge !) dans lequel il use surtout de motifs sexuels, sans aucune idéalisation. Le recueil suivant, Radosti života (Joies de la vie) déplace le point de vue de l'écriture du sujet à l'objet et manifeste de plus encore davantage son discrédit à l'égard de la société. Le rythme de ses poèmes est proche de la chanson traditionnelle. Ses vers sont simples, et reposent souvent sur la récurrence du rythme et de la rime. Il juge sa propre poésie avec un cynisme très critique avec ainsi l'ambition de se moraliser. Son œuvre est très influencé par l'anarchisme. Il écrivit également des récits, des romans, des drames et publia plusieurs traductions.

## Publications
- Po nás ať přijde potopa (Après nous, le déluge !), 1901
- Radosti života (Joies de la vie), 1903
- Les Petits Joies d'amour [sic], album illustré satirique, Prague, Národní galerie, 1910
- Nové verše (Vers nouveaux), 1919
- Don Juan, 1924
- Píseň zhýralého jinocha (La chanson d'un jeune sauvageon)

## Notices
- Dictionnaire des anarchistes, « Le Maitron » : notice biographique.